# 15e groupe d'armées
Le 15e groupe d'armées est un groupe d'armées de la Seconde Guerre mondiale composé de la 5e armée américaine et de la 8e armée britannique.

## Histoire
Le 15e groupe d'armées a été activé en 1943 à Alger, en Afrique du Nord, pour planifier l'invasion de la Sicile, sous le nom de code "Opération Husky". Ses principales forces pour cette tâche étaient la 7e armée américaine, sous le commandement du lieutenant général George Patton, et la 8e armée britannique, sous le commandement du général Bernard Montgomery. Après la prise de la Sicile, le groupe d'armées est chargé de l'invasion de l'Italie continentale, pour laquelle la 7e armée américaine est remplacée par la 5e armée américaine, sous les ordres du lieutenant-général Mark W. Clark. En janvier 1944, le groupe d'armées est rebaptisé successivement Forces alliées en Italie (Allied Armies in Italy - AAI) puis Force alliée de la Méditerranée centrale (Allied Central Mediterranean Force - ACMF).
En mars 1944, le groupe d'armées est rebaptisé "Armées alliées en Italie". Pendant toute cette période, le groupe d'armées est commandé par le général britannique Sir Harold Alexander. À la fin de l'année 1944, le groupe d'armées a poussé vers le nord de l'Italie, capturant Rome et repoussant les forces de l'Axe dans le nord de l'Italie. Malgré l'avancée rapide des forces alliées en Italie en juin et juillet 1944, et en raison de cette avancée, le haut commandement allié en Europe occidentale a décidé, après la libération de Rome, de retirer du front italien le Corps expéditionnaire français et le 6e corps d'armée américain, réaffectés au débarquement en Italie, réaffecté au débarquement dans le sud de la France pour soutenir l'avancée dans le nord de ce pays, et de libérer le sud de la France, y compris les immenses complexes portuaires de Marseille et de Toulon, et de faire entrer en action les sept divisions de la 1re armée française (1re et 5e blindée, 1re, 2e, 3e, 4e et 9e d'infanterie) qui avaient été rééquipées en Afrique française du Nord par les États-Unis. Le vide dans les rangs de la 5e armée américaine causé par le retrait de sept divisions (trois divisions de l'US Army, les 3e, 36e et 45e division d'infanterie, et quatre divisions françaises, les 1re, 2e, 3e et 4e division) fut comblé en 1944-45 par cinq divisions de l'US Army (10e division de montagne, 85e, 88e, 91e et 92e division d'infanterie) et une division de l'armée brésilienne équipée par les États-Unis (la 1re). Des remplacements supplémentaires et des éléments de service ont été fournis par la conversion de la 2e division de cavalerie de l'US Army, qui était arrivée sur le théâtre en 1944.
Afin de compliquer les ambitions des Alliés en Italie, entre octobre 1944 et mars 1945, les forces britanniques disponibles sont également affaiblies par l'éclatement de la 1re division blindée en raison du manque de remplaçants pour les pertes de la 8e armée, et par le retrait et le déploiement en Grèce de deux divisions d'infanterie britanniques (4e et 46e), de la 4e division d'infanterie indienne sous contrôle britannique, de la 23e brigade blindée britannique, de la 2e brigade de parachutistes britannique et de la 3e brigade de montagne grecque. En outre, le 1er corps canadien et la 5e division d'infanterie britannique sont retirés et redéployés dans le nord-ouest de l'Europe dans le cadre de l'opération Goldflake, afin de compenser les pertes britanniques et canadiennes subies en France et en Belgique en 1944. Les divisions britanniques et canadiennes retirées pour renforcer le 21e groupe d'armées profitent des ports du sud de la France libérés par la 7e armée américaine et la 1re armée française dans le cadre de l'opération Dragoon. Les nouvelles lacunes sur le front italien sont comblées par quatre "groupes de combat" italiens, chacun équivalant à une division "légère" (deux brigades) selon le tableau d'effectifs et de dotation britannique, des troupes américaines supplémentaires (détachées des forces en France ou converties à partir d'unités de cavalerie et antiaériennes du niveau de l'armée) et une brigade supplémentaire composée en grande partie d'infanterie recrutée dans le Mandat britannique de Palestine.
En décembre 1944, le lieutenant général américain Mark W. Clark devient le nouveau commandant et le groupe d'armées est rebaptisé 15e groupe d'armées. Après la rupture définitive de la ligne Gothique, les forces de l'Axe en Italie sont finalement vaincues lors de l'offensive de printemps (opération Grapeshot) du 15e groupe d'armées, les forces de l'Axe capitulant le 2 mai 1945. Le 5 juillet, le 15e groupe d'armées est réorganisé et rebaptisé U.S. Occupational Forces Austria.

## Ordre de bataille
Ordre de bataille du 15e groupe d'armées en août 1944 :
- 15e groupe d'armées - (Général Sir Harold Alexander)
  -  8e armée (Royaume-Uni) - (Lieutenant-général Oliver Leese)
    - 5e corps d'armée (Royaume-Uni) (Lieutenant-général Charles Keightley)
      - 1re division blindée (Royaume-Uni) - (Major-général Richard Hull)
      - 4e division d'infanterie (Royaume-Uni) - (Major-général Dudley Ward)
      - 4e division d'infanterie (Inde) - (Major-général Arthur Holworthy)
      -  46e division d'infanterie (Royaume-Uni) - (Major-général John Hawkesworth)
      -  56th (London) Infantry Division - (Major-général J.Y. Whitfield)
      - 25th Army Tank Brigade

    -  1er Corps canadien - (Lieutenant-général E. L. M. Burns)
      -  1re division canadienne - (Major-général Christopher Vokes)
      - 2e division d'infanterie (Nouvelle-Zélande) - (Lieutenant-général Bernard Freyberg)
      -  5e Division du Canada - (Major-général Bert Hoffmeister)
      - 3e Brigade de montagne grecque
      - 21st Army Tank Brigade[6]

    -  Deuxième corps polonais - (Lieutenant-général Władysław Anders)
      -  3rd Carpathian Infantry Division - (Major-général Bronisław Duch)
      -  5th Kresowa Infantry Division - (Major-général Nikodem Sulik)
      -  2nd Armoured Brigade

    -  10e corps d'armée (Royaume-Uni) - (Lieutenant-général Sir Richard McCreery)
      - 10th Indian Infantry Division - (Major-général Denys Reid)
      - 9e brigade blindée (Royaume-Uni)

  -  5e armée (États-Unis) - (Lieutenant-général Mark Clark)
    -  2e corps d'armée (États-Unis) - (Major-général Geoffrey Keyes)
      -  34e division d'infanterie (États-Unis) - (Major-général Charles L. Bolte)
      -  88e division d'infanterie (États-Unis) - (Major-général John E. Sloan)
      -  91e division d'infanterie (États-Unis) - (Major-général Livesay)

    -  4e corps d'armée (États-Unis) - (Major-général Willis D. Crittenberger)
      -  6th (South African) Armoured Division - (Major-général Evered Poole)
      -  85e division d'infanterie (États-Unis) - (Major-général John B. Coulter)
      -  Force expéditionnaire brésilienne - (Major-général Mascarenhas de Morais)
      -  442e régiment d'infanterie (États-Unis)

    - 13e corps d'armée (Royaume-Uni) - (Lieutenant-général Sidney Kirkman)
      -  1st Infantry Division - (Major-général Charles Loewen)
      -  6th Armoured Division - (Major-général Horatius Murray)
      - 8th Indian Infantry Division (British Indian Army) - (Major-général Dudley Russell)

    - Army Group Reserve
      -  1re division blindée (États-Unis) - (Major-général V. E. Prichard)